# Prunella modularis

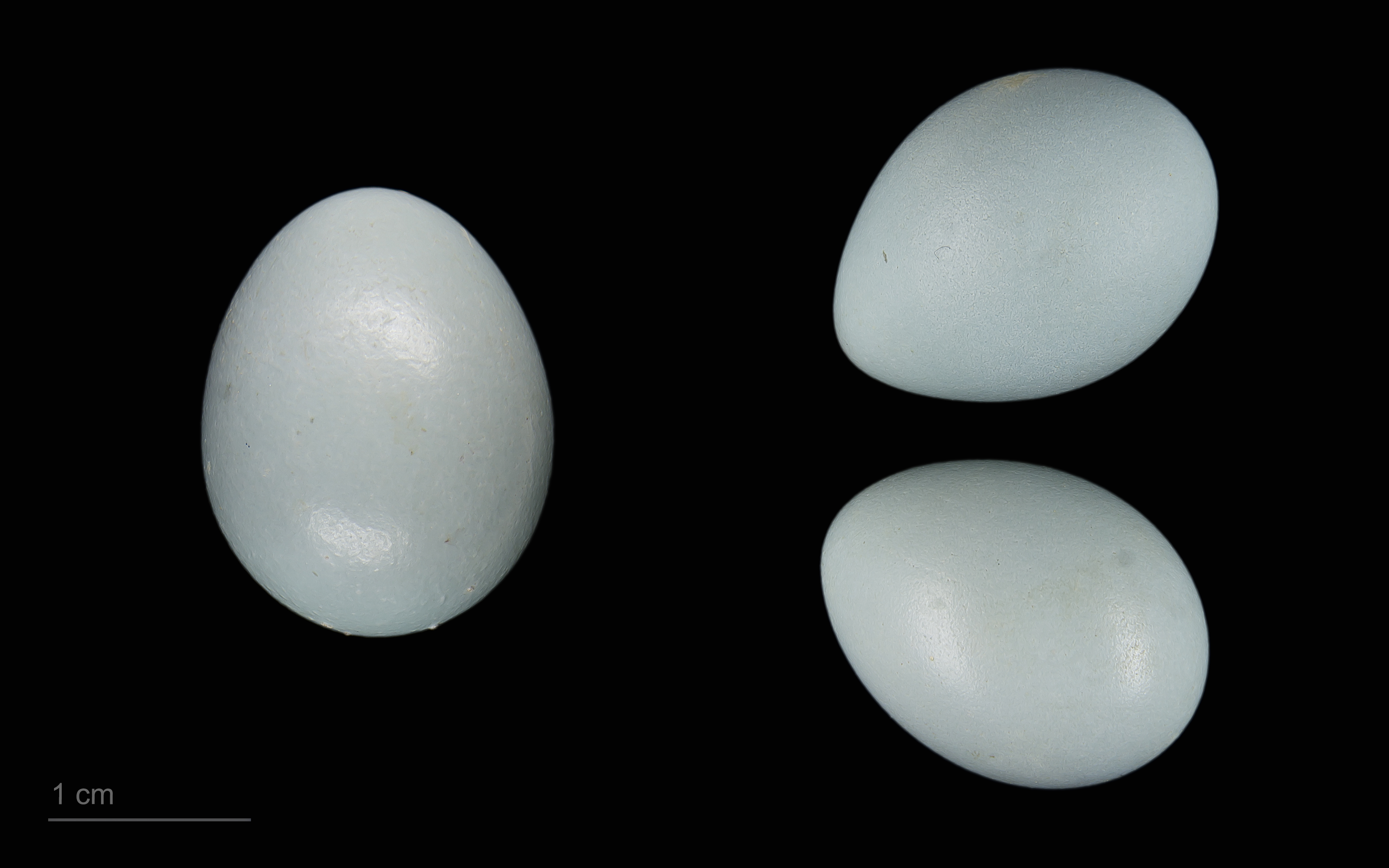
Cuculus canorus canorus + Prunella modularis

Prunella modularis là một loài chim trong họ Prunellidae.